# 221698 Juliusolsen
221698 Juliusolsen è un asteroide della fascia principale. Scoperto nel 2007, presenta un'orbita caratterizzata da un semiasse maggiore pari a 2,7907700 UA e da un'eccentricità di 0,0116310, inclinata di 4,10281° rispetto all'eclittica.